# Gustav Lombard
Gustav Lombard (Klein-Spiegelberg, 10 aprile 1895 – Mühldorf am Inn, 18 settembre 1992) è stato un generale tedesco. Fu ufficiale delle Waffen-SS durante la seconda guerra mondiale.

## Biografia
Lombard nacque a Klein-Spiegelberg nel Brandeburgo nel 1895. Nel maggio del 1933 entrato nelle SS, trascorse due anni nella 7. SS-Reiterstandarte a Berlino e nell'aprile del 1940, dopo essere stato promosso SS-Hauptsturmführer entrò a far parte delle Waffen-SS, ottenendo il comando del I. Abteilung del 1. Reggimento di cavalleria SS Totenkopf, venendo successivamente trasferito al 1. Reggimento di artiglieria SS Totenkopf nell'agosto del 1941.
Promosso SS-Sturmbannführer subentrò, alla fine del 1941, a Hermann Fegelein, al comando della Brigata di Cavalleria SS, che venne in seguito potenziata e trasformata in divisione (la divisione "Florian Geyer") e impegnata in operazioni contro i partigiani sul Fronte orientale. Il 28 ottobre 1943, promosso SS-Standartenführer assunse il comando della 29. Waffen-Grenadier-Division der SS (italienische Nr. 1), divisione composta prevalentemente da volontari italiani. Mantenne l'incarico fino al dicembre dello stesso anno.
Dall'aprile al luglio del 1944, con il grado di SS-Oberführer riprese il comando della divisione "Florian Geyer"; venendo successivamente trasferito al comando della divisione SS da montagna "Nord". Trasferito nella riserva nell'ottobre del 1944, ricevette poi il comando della 31. SS-Freiwilligen-Grenadier-Division che guidò fino all'aprile del 1945. Venne promosso SS-Brigadeführer und Generalmajor der Waffen-SS il 20 aprile 1945. Catturato dai sovietici venne condannato a 25 anni per i massacri di civili e militari russi perpetrati dalle unità di cavalleria sotto il suo comando, scontandone tuttavia soltanto 10 nel campo di prigionia di Vojkovo. Scarcerato, fece ritorno in Germania nell'ottobre 1955.
Morì il 18 settembre 1992 a Mühldorf am Inn, in Baviera.